# Übersicht der Listen der Naturdenkmale im Landkreis Neuwied
Die Übersicht der Listen der Naturdenkmale im Landkreis Neuwied nennt die Listen und die Anzahl der Naturdenkmale in den Städten und Gemeinden im rheinland-pfälzischen Landkreis Neuwied. Die Listen enthalten neben 83 im Landschaftsinformationssystem der Naturschutzverwaltung Rheinland-Pfalz verzeichneten auch 10 ehemalige Naturdenkmale.

## Verbandsgemeinde Asbach
In den 4 verbandsangehörigen Gemeinden der Verbandsgemeinde Asbach sind 8 Naturdenkmale sowie 1 ehemaliges Naturdenkmal verzeichnet.
| Ort                   | Naturdenkmalliste                                | Naturdenkmale | ehemalige Naturdenkmale |
| --------------------- | ------------------------------------------------ | ------------- | ----------------------- |
| Asbach                | Liste der Naturdenkmale in Asbach (Westerwald)   | 3             |                         |
| Buchholz (Westerwald) | Liste der Naturdenkmale in Buchholz (Westerwald) | 1             | 1                       |
| Neustadt (Wied)       | Liste der Naturdenkmale in Neustadt (Wied)       | 3             |                         |
| Windhagen             | Liste der Naturdenkmale in Windhagen             | 1             |                         |

## Verbandsgemeinde Bad Hönningen
In den 4 verbandsangehörigen Gemeinden der Verbandsgemeinde Bad Hönningen sind 2 Naturdenkmale sowie 1 ehemaliges Naturdenkmal verzeichnet.
| Ort           | Naturdenkmalliste                        | Naturdenkmale | ehemalige Naturdenkmale |
| ------------- | ---------------------------------------- | ------------- | ----------------------- |
| Bad Hönningen | Liste der Naturdenkmale in Bad Hönningen | 0             | 1                       |
| Leutesdorf    | Liste der Naturdenkmale in Leutesdorf    | 1             |                         |
| Rheinbrohl    | Liste der Naturdenkmale in Rheinbrohl    | 1             |                         |

In Hammerstein sind keine Naturdenkmale verzeichnet.

## Verbandsgemeinde Dierdorf
In den 6 verbandsangehörigen Gemeinden der Verbandsgemeinde Dierdorf sind 15 Naturdenkmale sowie 2 ehemalige Naturdenkmale verzeichnet.
| Ort            | Naturdenkmalliste                                | Naturdenkmale | ehemalige Naturdenkmale |
| -------------- | ------------------------------------------------ | ------------- | ----------------------- |
| Dierdorf       | Liste der Naturdenkmale in Dierdorf              | 10            | 12                      |
| Großmaischeid  | Liste der Naturdenkmale in Großmaischeid         | 2             | 2                       |
| Isenburg       | Liste der Naturdenkmale in Isenburg (Westerwald) | 1             | 1                       |
| Kleinmaischeid | Liste der Naturdenkmale in Kleinmaischeid        | 1             | 1                       |
| Stebach        | Liste der Naturdenkmale in Stebach               | 1             | 1                       |

In Marienhausen sind keine Naturdenkmale verzeichnet.

## Verbandsgemeinde Linz am Rhein
In den 7 verbandsangehörigen Gemeinden der Verbandsgemeinde Linz am Rhein sind 3 Naturdenkmale verzeichnet.
| Ort           | Naturdenkmalliste                        | Naturdenkmale |
| ------------- | ---------------------------------------- | ------------- |
| Linz am Rhein | Liste der Naturdenkmale in Linz am Rhein | 3             |

In Dattenberg, Kasbach-Ohlenberg, Leubsdorf, Ockenfels, Sankt Katharinen (Landkreis Neuwied) und Vettelschoß sind keine Naturdenkmale verzeichnet.

## Neuwied
In der verbandsfreien Stadt Neuwied sind 11 Naturdenkmale sowie 1 ehemaliges Naturdenkmal verzeichnet.

## Verbandsgemeinde Puderbach
In den 16 verbandsangehörigen Gemeinden der Verbandsgemeinde Puderbach sind 17 Naturdenkmale sowie 3 ehemalige Naturdenkmale verzeichnet.
| Ort         | Naturdenkmalliste                                       | Naturdenkmale | ehemalige Naturdenkmale |
| ----------- | ------------------------------------------------------- | ------------- | ----------------------- |
| Dernbach    | Liste der Naturdenkmale in Dernbach (Landkreis Neuwied) | 2             |                         |
| Döttesfeld  | Liste der Naturdenkmale in Döttesfeld                   | 2             | 1                       |
| Dürrholz    | Liste der Naturdenkmale in Dürrholz                     | 1             |                         |
| Niederhofen | Liste der Naturdenkmale in Niederhofen                  | 1             |                         |
| Oberdreis   | Liste der Naturdenkmale in Oberdreis                    | 3             |                         |
| Puderbach   | Liste der Naturdenkmale in Puderbach                    | 3             |                         |
| Raubach     | Liste der Naturdenkmale in Raubach                      | 1             | 1                       |
| Steimel     | Liste der Naturdenkmale in Steimel                      | 2             |                         |
| Urbach      | Liste der Naturdenkmale in Urbach (Westerwald)          | 1             |                         |
| Woldert     | Liste der Naturdenkmale in Woldert                      | 1             |                         |

In Hanroth, Harschbach, Linkenbach, Niederwambach, Ratzert und Rodenbach bei Puderbach sind keine Naturdenkmale verzeichnet.

## Verbandsgemeinde Rengsdorf-Waldbreitbach
In den 20 verbandsangehörigen Gemeinden der Verbandsgemeinde Rengsdorf-Waldbreitbach sind 21 Naturdenkmale sowie 1 ehemaliges Naturdenkmal verzeichnet.
| Ort           | Naturdenkmalliste                                   | Naturdenkmale | ehemalige Naturdenkmale |
| ------------- | --------------------------------------------------- | ------------- | ----------------------- |
| Anhausen      | Liste der Naturdenkmale in Anhausen                 | 1             |                         |
| Breitscheid   | Liste der Naturdenkmale in Breitscheid (Westerwald) | 4             |                         |
| Ehlscheid     | Liste der Naturdenkmale in Ehlscheid                | 1             |                         |
| Hardert       | Liste der Naturdenkmale in Hardert                  | 1             |                         |
| Hausen (Wied) | Liste der Naturdenkmale in Hausen (Wied)            | 1             |                         |
| Hümmerich     | Liste der Naturdenkmale in Hümmerich                | 2             |                         |
| Meinborn      | Liste der Naturdenkmale in Meinborn                 | 1             |                         |
| Rengsdorf     | Liste der Naturdenkmale in Rengsdorf                | 0             | 1                       |
| Roßbach       | Liste der Naturdenkmale in Roßbach (Wied)           | 1             |                         |
| Straßenhaus   | Liste der Naturdenkmale in Straßenhaus              | 3             |                         |
| Waldbreitbach | Liste der Naturdenkmale in Waldbreitbach            | 6             |                         |

In Bonefeld, Datzeroth, Kurtscheid, Melsbach, Niederbreitbach, Oberhonnefeld-Gierend, Oberraden, Rüscheid und Thalhausen sind keine Naturdenkmale verzeichnet.

## Verbandsgemeinde Unkel
In den 4 verbandsangehörigen Gemeinden der Verbandsgemeinde Unkel sind 6 Naturdenkmale sowie 1 ehemaliges Naturdenkmal verzeichnet.
| Ort            | Naturdenkmalliste                         | Naturdenkmale | ehemalige Naturdenkmale |
| -------------- | ----------------------------------------- | ------------- | ----------------------- |
| Erpel          | Liste der Naturdenkmale in Erpel          | 2             |                         |
| Rheinbreitbach | Liste der Naturdenkmale in Rheinbreitbach | 1             |                         |
| Unkel          | Liste der Naturdenkmale in Unkel          | 3             | 1                       |

In Bruchhausen sind keine Naturdenkmale verzeichnet.